# Vueltas (Cuba)
San Antonio de las Vueltas, también llamado Vueltas, es una aldea cubana del municipio de Camajuaní, en la provincia de Villa Clara. 

## Geografía
Antiguo municipio, limita al norte con el mar, al sur con el camino a Camajuaní, al este con Remedios y Caibarién y al oeste con Santa Clara y  Calabazar.
Los suelos son llanos con algunas ondulaciones (50-60 m), presenta arroyos intermitentes como el Jíbaro, Landa y La Cañada de la Batea, que son afluentes del Júcaro y a su vez del río Charco Hondo. Predominan los palmares, lagartos, tomeguines y jutías. La aldea tiene una extensión de 40.63 km².
Se le reconoce como región destacada en la producción de ajo y cebolla.

## Salud
Cuenta con un hospital y varios consultorios médicos.

## Cultura
Cuenta con una Casa de Cultura, un cine video, una discoteca y la biblioteca "Ricardo López-Castro Mora".

## Tradiciones
Se mantienen latentes las tradiciones como el "Día de la Candelaria" y las parrandas.

## Otros proyectos
- Wikimedia Commons alberga una categoría multimedia sobre Vueltas.

- Datos: Q3946808
- Multimedia: San Antonio de las Vueltas / Q3946808